# Ложкин, Иван Сергеевич
Иван Сергеевич Ложкин (род. 4 сентября 1994) — российский самбист, чемпион (2022) и серебряный призёр (2016, 2024) чемпионатов России по боевому самбо, чемпион (2016) и серебряный призёр (2024) чемпионатов Европы, бронзовый призёр чемпионата мира 2022 года в Бишкеке, Заслуженный мастер спорта России. Выступал в первой средней весовой категории (до 82 кг).

## Спортивные результаты
- Чемпионат России по боевому самбо 2016 — .
- Чемпионат России по самбо 2022 — ;
- Кубок России по самбо 2023 — ;
- Чемпионат России по самбо 2024 — ;